# Heatstroke
Heatstroke is een nummer van de Britse dj Calvin Harris uit 2017, met vocalen van de Amerikaanse rapper Young Thug, de Amerikaanse zanger Pharrell Williams en de Amerikaanse zangeres Ariana Grande. Het is de tweede single van Harris' vijfde studioalbum Funk Wav Bounces Vol. 1.
"Heatstroke" is een vrolijk en zomers nummer met disco-invloeden. Het nummer was wereldwijd niet zo succesvol van voorganger "Slide", maar werd in sommige landen wel een klein hitje. In het Verenigd Koninkrijk haalde het bijvoorbeeld een bescheiden 25e positie. In Nederland moest het nummer het doen met een 5e positie in de Tipparade en ook in Vlaanderen werd het slechts een tip.